# Skofabriken Rex

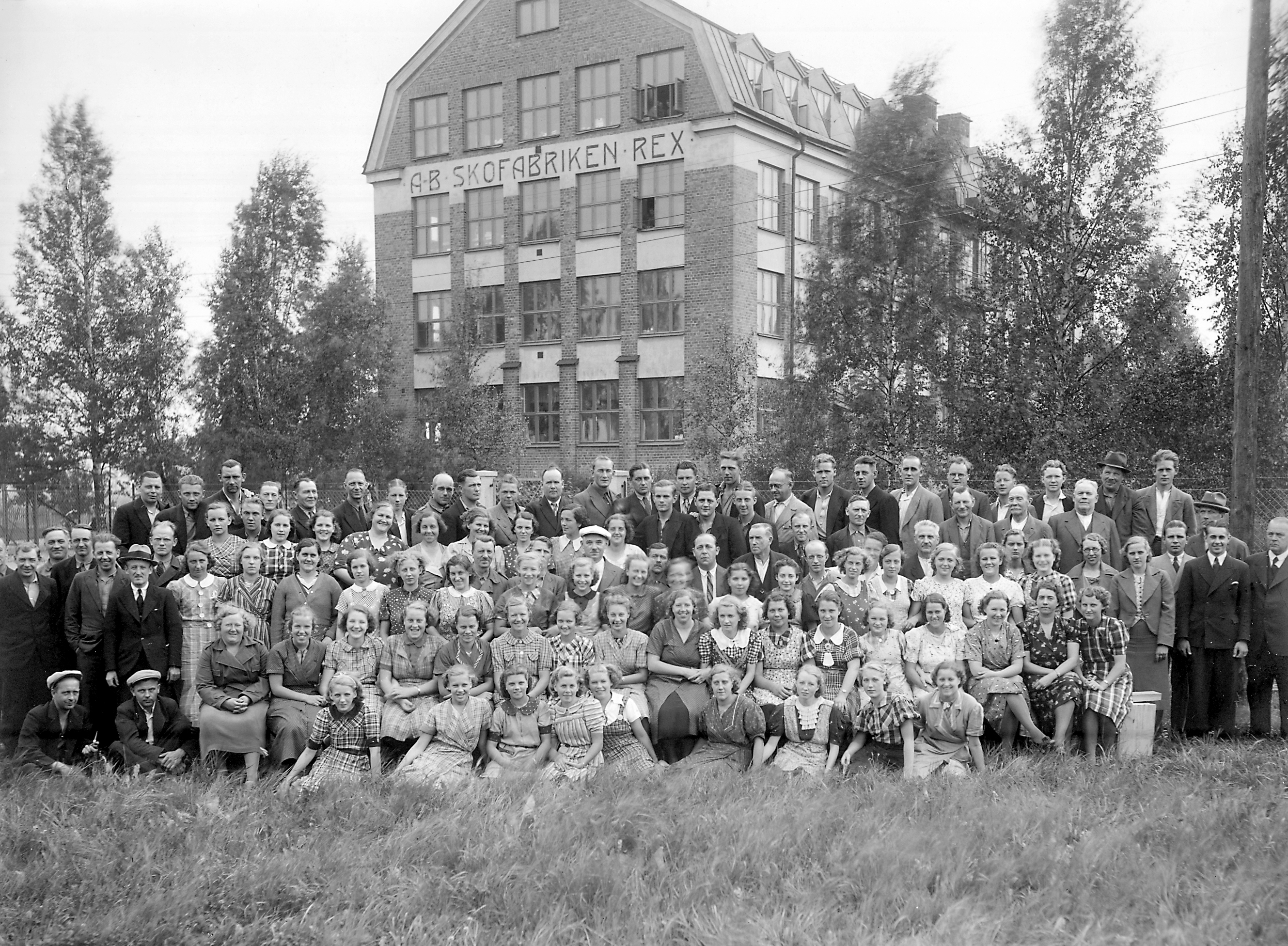
Personal framför skofabriken Rex, 1940-tal

Aktiebolaget Skofabriken Rex grundades 1913 i Örebro. Fabriken, som under sin storhetstid ägdes av firma Carlsson & Åqvist AB, arbetade främst med tillverkning av finare dam- och herrskor i randsytt, vändsytt och genomsytt utförande. Partiförsäljning av de skor som tillverkades skedde genom ägaren Carlsson & Åqvist AB:s försorg.
Skofabriken Rex var belägen i de äldre delarna av området Hjärsta i Örebro. Fabriken, som sysselsatte omkring 100 personer, var tidigt utrustad med elektricitet för belysning och maskindrift. Delar av tillverkningen krävde även uppvärmning med hjälp av brännlåga och då ingen gasledning fanns från staden anskaffade fabriken ett eget gasverk.
Under andra världskriget hade staten stort inflytande över skotillverkningen. För Rex del betydde det att de eleganta dam- och herrskor som tidigare tillverkats ersattes av grövre och enklare skomodeller. Långt senare, i början av 1970-talet, introducerade Rex skomodellen ”Friskus” som var en sko med annorlunda design anpassad till svenskarnas breda fötter. ”Friskus” blev snabbt en stor framgång. 

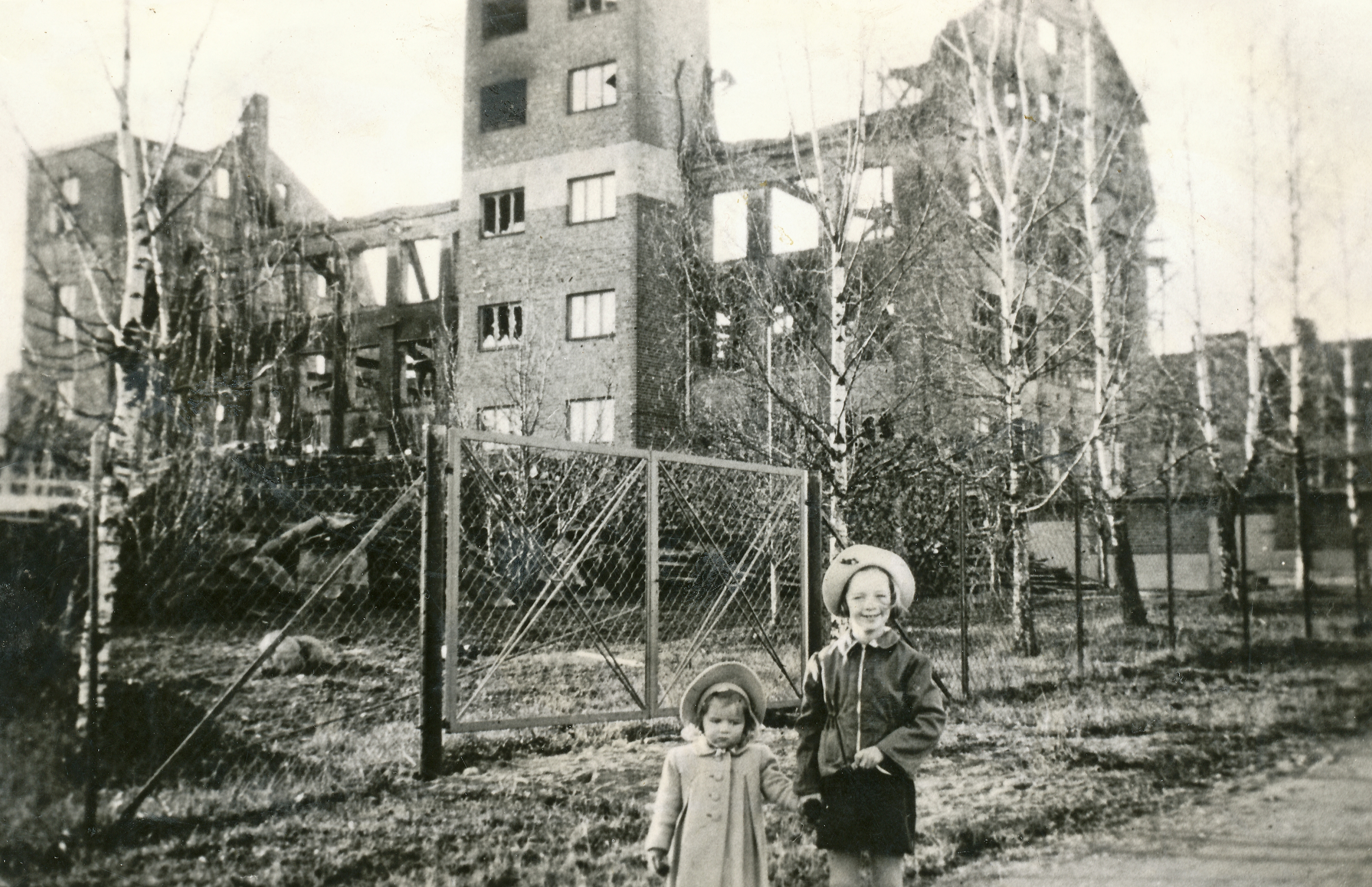
Barn framför skofabriken Rex efter branden, 1942.

Måndagen den 12 oktober 1942 eldhärjas skofabriken Rex. Konstruktionen mellan väggarna  i huset bestod enbart av trä och branden fick därför ett häftigt förlopp. Byggnaden blev i det närmaste totalförstörd och många av de anställda fick omplaceras till andra skofabriker. En del av de anställda var också delaktiga i uppröjnings- och återuppbyggnadsarbetet. Tre år efter branden återinvigs skofabriken Rex. Orsaken till branden blev aldrig klarlagd men man tror att den orsakats av en oljeindränkt trasselsudd som självantänt.
År 1979 säljer Carlsson & Åqvist varumärket Rex till AB Skogruppen. Man behåller dock äganderätten till fastigheten i vilken fabriken är belägen. Två år senare, 1981, försätts Rex i konkurs och 112 personer friställs från sina arbeten.
I slutet av 1980-talet väcks tanken att bygga om det forna Rex till bostäder och 1990 tas ett första spadtag till det som idag kallas Rex-området. Där finns nu närmare 90 lägenheter i olika storlekar i och omkring den gamla skofabriken.

## Bildgalleri

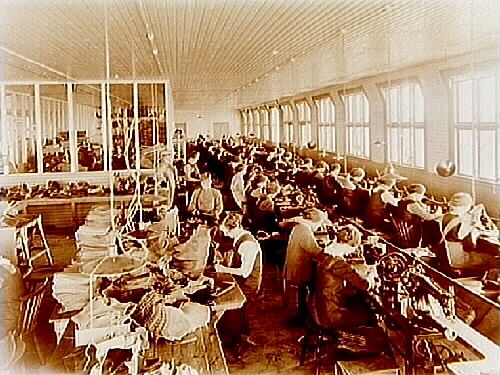
AB Skofabriken Rex, fabriksinteriör 1916.
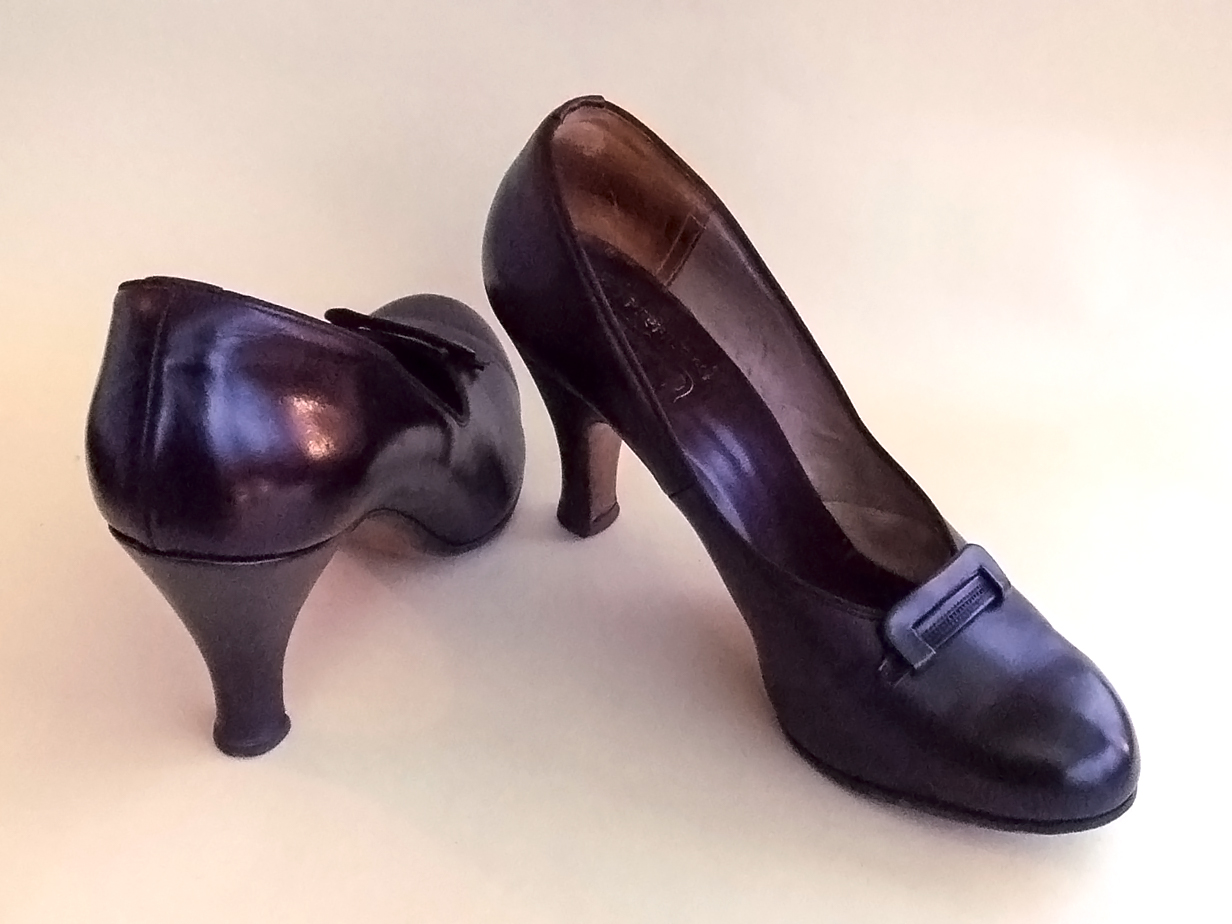
Ett par bruna läderpumps tillverkade av Rex på 1950-talet.